# Verbenona
Verbenona es un producto natural compuesto orgánico clasificado como un terpeno que se encuentra naturalmente en una variedad de plantas. La química tiene un agradable olor característico. Además de ser un componente natural de las plantas, y sus análogos son feromonas de insectos. En particular, la verbenona cuando se formulan en una matriz de larga duración tiene un papel importante en el control de los escarabajos de la corteza, como el escarabajo del pino de montaña y el escarabajo de la corteza de pino meridional.

## Química
Verbenona es un terpeno, para ser específico una bicíclica cetona terpeno. Es el componente principal del aceite de verbena española, de ahí su nombre; también se encuentra en el aceite de romero. Es casi insoluble en agua, pero miscible con la mayoría de disolventes orgánicos.
Las Verbenona pueden prepararse fácilmente sintéticamente por la oxidación del terpeno más común α-pineno:
Verbenona puede entonces ser convertida en crisantenona a través de una reacción fotoquímica de transposición:

## El uso para el control de insectos
El escarabajo del pino del sur (Dendroctonus frontalis), un escarabajo de la corteza, es una gran amenaza para los pinos en el sureste de Estados Unidos. Su ciclo reproductivo es controlado por diferentes proporciones de ciertas sustancias químicas naturales, incluyendo la verbenona. Para reproducirse, los escarabajos de corteza de pino se agregan en grandes números en sus pinos anfitriones. Al comienzo de un ataque, diversos productos químicos producidos por los árboles infestados por los escarabajos, atraen a los escarabajos adicionales de la misma especie. Cuando el número de adultos y larvas se acercan a la máxima que el árbol puede soportar, los antiagregantes químicos de señal, es decir, la verbenona, se producen, lo que reduce la probabilidad de que los escarabajos adicionales se añadan para atacar al árbol. Responsables del manejo forestal con frecuencia tratan de controlar las infestaciones del escarabajo de la corteza de pino meridional reduciendo y a veces quemando árboles infestados y árboles sanos cercanos. A continuación, colocan verbenona en árboles cercanos sanos susceptibles para repeler y confundir a los escarabajos.
Verbenona También se utiliza para gestionar infestaciones del escarabajo del pino de montaña (Dendroctonus ponderosae).

## Otros Usos
Debido a su agradable aroma, verbenona (o aceites esenciales ricos en contenido de verbenona) se utilizan en perfumería, aromaterapia, tés de hierbas, especias e hierbas medicinales. La L- isómero se utiliza como un supresor de la tos bajo el nombre levoverbenona. La verbenona también puede tener propiedades antimicrobianas.